# Kanton Plérin
Der Kanton Plérin  (bretonisch Kanton Plerin) ist seit 1982 ein französischer Kanton im Arrondissement Saint-Brieuc, im Département Côtes-d’Armor und in der Region Bretagne; sein Hauptort ist Plérin.

## Geschichte
Der Kanton entstand erst im Jahr 1982. Von 1982 bis 2015 gehörten drei Gemeinden zum Kanton Plérin. Mit der Neuordnung der Kantone in Frankreich stieg die Zahl der Gemeinden 2015 auf 4. Nebst den bisherigen 3 Gemeinden des alten Kantons Plérin kam noch die Gemeinde Tréméloir des bisherigen Kantons Châtelaudren hinzu. Auf den 1. Januar 2016 fusionierte diese mit der Gemeinde Pordic.

## Lage
Der Kanton liegt im Norden des Départements Côtes-d’Armor.

## Gemeinden
Der Kanton besteht aus drei Gemeinden mit insgesamt 24.158 Einwohnern (Stand: 1. Januar 2022) auf einer Gesamtfläche von 67,66 km²:
| Gemeinde      | Bretonisch | Einwohner (2022) | Fläche (km²) | Code postal | Code Insee |
| ------------- | ---------- | ---------------- | ------------ | ----------- | ---------- |
| Plérin        | Plerin     | 14.527           | 27,72        | 22190       | 22187      |
| Pordic        | Porzhig    | 7393             | 33,63        | 22590       | 22251      |
| Trémuson      | Tremuzon   | 2238             | 6,31         | 22440       | 22372      |
| Kanton Plérin | Plerin     | 24.158           | 67,66        | -           | 2218       |

### Veränderungen im Gemeindebestand seit der landesweiten Neuordnung der Kantone
2016: Fusion Pordic und Tréméloir → Pordic

### Bevölkerungsentwicklung des alten Kantons bis 2015
| 1982   | 1990   | 1999   | 2006   | 2012   |
| ------ | ------ | ------ | ------ | ------ |
| 16.015 | 18.225 | 19.372 | 20.796 | 22.231 |

## Politik
Im 1. Wahlgang am 22. März 2015 erreichte keines der vier Wahlpaare die absolute Mehrheit. Bei der Stichwahl am 29. März 2015 gewann das Gespann Alain Cadec/Monique Le Vée (beide Union de la droite) gegen Ronan Kerdraon/Andrée Kerleguer-Viougea (beide PS) mit einem Stimmenanteil von 50,25 % (Wahlbeteiligung:63,40 %).
| Vertreter im conseil général des Départements | Vertreter im conseil général des Départements | Vertreter im conseil général des Départements |
| Amtszeit                                      | Name                                          | Partei                                        |
| --------------------------------------------- | --------------------------------------------- | --------------------------------------------- |
| 1982–1985                                     | Édouard Quemper                               | PCF                                           |
| 1985–1998                                     | Louis Auffray                                 | DVD                                           |
| 1998–2015                                     | Paule Quéméré                                 | PS                                            |
| 2015–                                         | Alain Cadec Monique Le Vée                    | Union de la droite                            |